# Фабричная (слобода)
Фабричная — слобода в Сапожковском районе Рязанской области России. Входит в состав Сапожковского городского поселения.

## География
Слобода находится в южной части Рязанской области, в лесостепной зоне, на левом берегу реки Мошки, у западной окраины посёлка Сапожок, административного центра района.

### Климат
Климат характеризуется как умеренно континентальный, с тёплым летом и умеренно холодной снежной зимой. Среднегодовая температура воздуха — 4,3 °C. Средняя температура воздуха самого холодного месяца (января) — −11,4 °C; самого тёплого месяца (июля) — 19 °C. Вегетационный период длится около 180 дней. Среднегодовое количество осадков — 551 мм, из которых 365 мм выпадает в период с апреля по октябрь.

## История
В 1999 году в состав слободы были включены слободы Заржавенская и Барнаул, поселок Сельхозтехники.

## Население
| 1926 | 2010  | 2023  |
| ---- | ----- | ----- |
| 816  | ↗1216 | ↘1095 |

### Национальный состав
Согласно результатам переписи 2002 года, в национальной структуре населения русские составляли 97 % из 1286 чел.